# Avenida Bolívar (Los Teques)
Avenida Bolívar es el nombre que recibe una importante arteria vial de la ciudad de Los Teques la capital del Estado Miranda al centro norte del país sudamericano de Venezuela. Recibe esa denominación por Simón Bolívar, militar y político venezolano considerado el "Libertador" y "Padre de la Patria".

## Descripción
Se trata de una vía de transporte carretero que conecta la Calle Ricaurte con la Calle Paéz y la Calle Vargas. En su recorrido también está vinculada con la Calle Jorge Eliécer Gaitán, la Calle Falcón, la Calle Ayacucho, la Calle Junín, la Calle Guaicaipuro, entre otras.
Entre los puntos de interés que destacan en el lugar o en sus cercanías se pueden citar el Auditorio Muñoz Tebar, la Plaza Danilo Anderson, la Catedral San Felipe Neri, la Plaza Bolívar y la gobernación del Estado Miranda (sede del gobierno estadal), la Contraloría del Municipio Guaicaipuro, la Iglesia bautista de Los Teques, el Palacio del Deporte, la Estación Guaicaipuro (Metro de Los Teques), las Residencias Caracas, Residencias El Yati, el Liceo Francisco de Miranda, entre muchos otros.